# Demetrio de Tesalónica
Demetrio de Tesalónica (en griego antiguo: Ἅγιος Δημήτριος τῆς Θεσσαλονίκης) es un mártir cristiano que tuvo su martirio en Sirmio (la actual Sremska Mitrovica, en Serbia) a principios de siglo IV, hacia el año 306. Al igual que san Artemio de Antioquía, san Jorge y otros santos de oriente recibe el título de "megalomártir", que quiere decir "gran mártir", debido a su puesto militar encumbrado.

## Vida
Nacido en Tesalónica, Grecia hacia el 270 d. C. logró desde temprana edad un alto cargo en el ejército romano. Sin embargo y a pesar de su puesto, seguía fiel a sus creencias cristianas, al punto de proclamar el Evangelio entre sus compañeros y procurar algunas conversiones.

La noticia de las actividades de Demetrio llegó al emperador y, al regresar de la guerra contra las tribus eslavas, Maximiano se detuvo en Salónica. Antes de esto, Demetrio instruyó a su esclavo Lupp para que distribuyera sus propiedades a los pobres, y él mismo, según el hagiógrafo: “comenzó a rezar y ayunar, preparándose así para la corona del mártir". Llevado a la corte por el emperador, Demetrio confesó ser cristiano y fue encarcelado. Pocos días después, se organizaron peleas en la ciudad, en las que el favorito imperial, el luchador Leah, derrotó a muchos oponentes, incluidos a los cristianos urbanos, que se vieron obligados a luchar con él. El cristiano Néstor, que estaba presente en el lugar, con la bendición de Demetrio, se unió a la batalla y arrojó a Leah de la plataforma a las lanzas. Al ver esto el emperador, ordenó de inmediato la ejecución de Néstor, y a la mañana siguiente mandó ejecutar también a Demetrio.
Tan pronto como la mañana del 26 de octubre vagó, los soldados entraron a la mazmorra donde se encontraba Demetrio; encontraron al hombre santo de pie en oración, e inmediatamente corrieron hacia él y lo atravesaron con lanzas. Así, este confesor de Cristo entregó su alma honesta y santa en manos del Creador - Dimitry de Rostov. Vidas de los santos (26 de octubre)
El cuerpo del mártir fue enterrado por la noche por los cristianos Solun, y el esclavo Lupp " tomó reverentemente la túnica de su amo, regada con su sangre honesta, en la que empapó el anillo. Se cuenta que con la túnica y el anillo, se realizaron muchísimos milagros.
En honor a san Demetrio se construyeron dos iglesias por orden del prefecto de Iliria en el siglo V, una en Sirmium y la otra en Salónica. Alrededor del año 418 las reliquias de San Demetrio fueron depositadas en la Iglesia de San Demetrio (Salónica). Su festividad se celebra el 26 de octubre en el juliano y el 8 de octubre en el gregoriano.
La basílica sobre su tumba en Salónica se convirtió a través de los siglos en un importante centro de peregrinación. El edificio paleocristiano original todavía existe. San Demetrio, megalomártir, es venerado como uno de los más importantes patronos militares ortodoxos, a menudo asociado a San Jorge. Es poco venerado en occidente.

## Iconografía

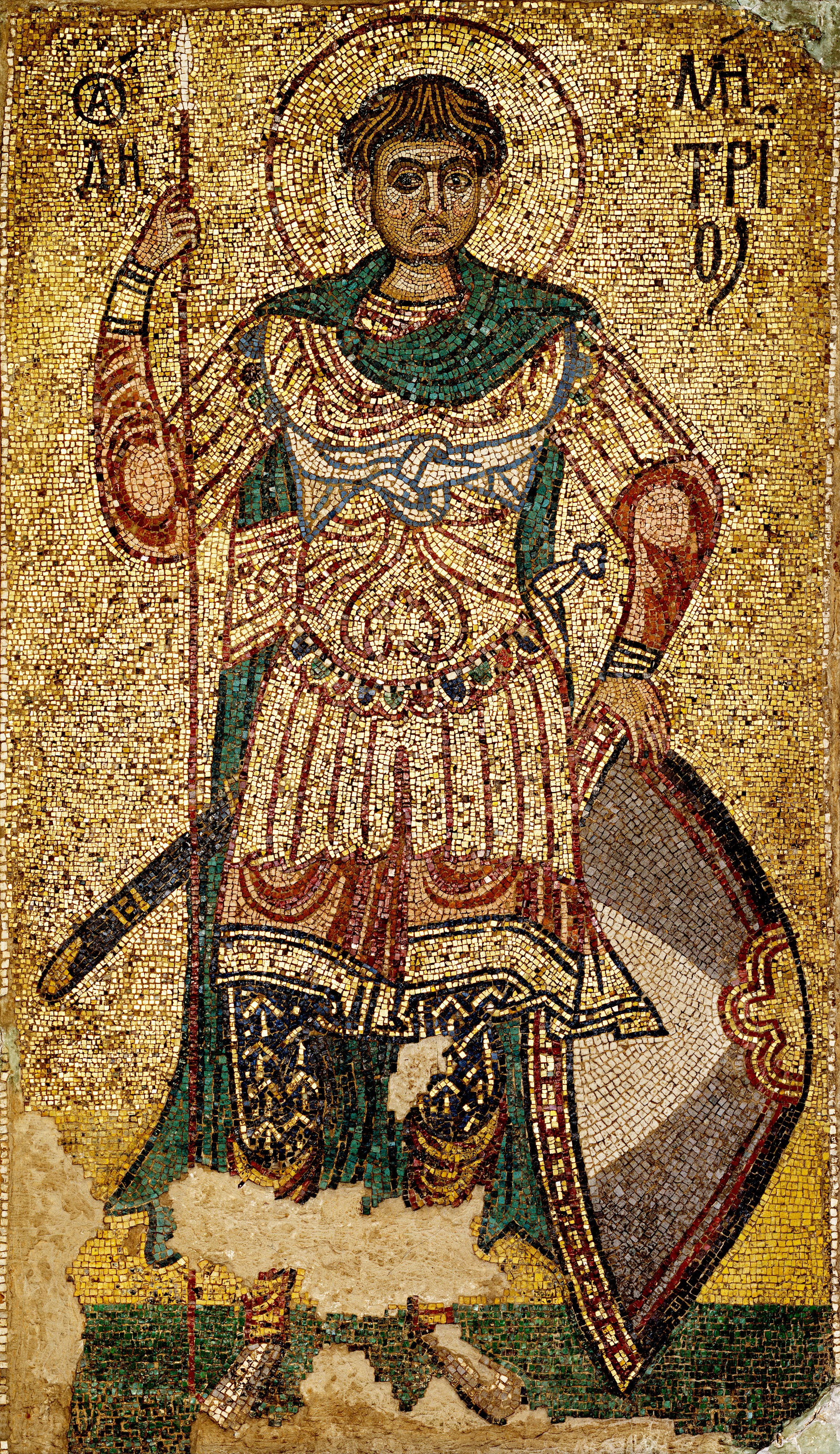
Mosaico de San Demetrio en el Monasterio de San Miguel de las Cúpulas Doradas de Kiev.

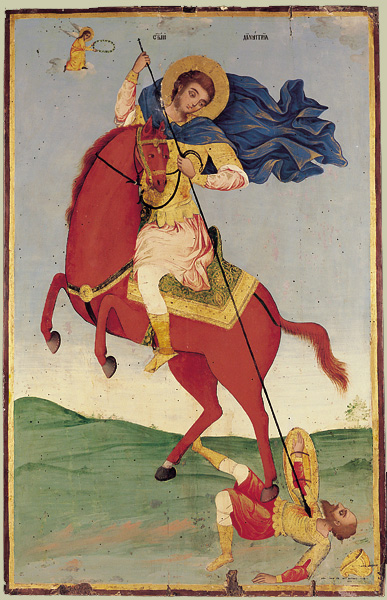
Icono búlgaro de San Demetrio.

A san Demetrio de Tesalónica se lo representa en ropas militares, como guerrero, siendo sus atributos la espada, la lanza, flechas y escudo, y en algunas ocasiones la cruz. En ocasiones se lo representa a caballo atacando a otro guerrero en representación de los enemigos de la fe.